# Long Đất
Long Đất là một huyện thuộc tỉnh Bà Rịa – Vũng Tàu, Việt Nam.

## Địa lý
Huyện Long Đất nằm ở phía nam tỉnh Bà Rịa – Vũng Tàu, có vị trí địa lý:
- Phía đông giáp huyện Xuyên Mộc
- Phía tây giáp thành phố Bà Rịa và thành phố Vũng Tàu
- Phía nam giáp Biển Đông
- Phía bắc giáp thành phố Bà Rịa và huyện Châu Đức.

## Hành chính
Huyện Long Đất có 11 đơn vị hành chính cấp xã trực thuộc, bao gồm 4 thị trấn: Đất Đỏ (huyện lỵ), Long Điền, Long Hải, Phước Hải và 7 xã: Láng Dài, Long Tân, Phước Hội, Phước Hưng, Phước Long Thọ, Phước Tỉnh, Tam An.

## Lịch sử
Dưới thời nhà Nguyễn, địa bàn huyện Long Đất tương ứng với tổng An Phú Thượng, Phước Hưng Thượng và Phước Hưng Hạ thuộc huyện Phước An, phủ Phước Tuy, tỉnh Biên Hòa. Khi đó, lỵ sở của huyện Phước An đặt tại An Điền (nay thuộc thị trấn Long Điền).
Dưới thời Việt Nam Cộng hòa, địa bàn huyện Long Đất lúc bấy giờ là quận Long Điền và quận Đất Đỏ thuộc tỉnh Phước Tuy.
Sau năm 1975, chính quyền sáp nhập 2 quận: Long Điền và Đất Đỏ thành huyện Long Đất thuộc tỉnh Đồng Nai.
Huyện Long Đất có 11 đơn vị hành chính cấp xã trực thuộc, bao gồm 11 xã: An Ngãi, Láng Dài, Long Điền, Long Hải, Long Tân, Phước Hải, Phước Long Hội, Phước Long Thọ, Phước Thạnh, Phước Tỉnh, Tam An.
Ngày 9 tháng 12 năm 1982, Hội đồng Bộ trưởng ban hành Quyết định số 193-HĐBT về việc thành lập huyện đảo Trường Sa trên cơ sở toàn bộ khu vực quần đảo Trường Sa thuộc huyện Long Đất (nay là huyện Trường Sa thuộc tỉnh Khánh Hòa).
Ngày 17 tháng 1 năm 1984, Hội đồng Bộ trưởng ban hành Quyết định số 12-HĐBT về việc thành lập 2 thị trấn: Long Hải và Long Điền trên cơ sở toàn bộ diện tích và dân số của 2 xã có tên tương ứng.
Ngày 12 tháng 8 năm 1991, Quốc hội ban hành Nghị quyết về việc thành lập tỉnh Bà Rịa – Vũng Tàu. Khi đó, huyện Long Đất thuộc tỉnh Bà Rịa – Vũng Tàu.
Ngày 30 tháng 10 năm 1995, Chính phủ ban hành Nghị định số  về việc thành lập xã Lộc An trên cơ sở 461,7 ha diện tích tự nhiên với 1.461 nhân khẩu của xã Phước Hải và 1.181,8 ha diện tích tự nhiên với 512 nhân khẩu của xã Phước Long Hội và 176,7 ha diện tích tự nhiên của xã Láng Dài.
Ngày 23 tháng 7 năm 1999, Chính phủ ban hành Nghị định số 57/1999/NĐ-CP về việc:
- Chia xã Tam An thành xã Tam Phước và xã An Nhứt.
- Thành lập xã Phước Hưng trên cơ sở 854,26 ha diện tích tự nhiên và 9.700 nhân khẩu của xã Phước Tỉnh.
- Chia xã Phước Long Hội thành xã Phước Hội và xã Long Mỹ.

Năm 2002, huyện Long Đất có 15 đơn vị hành chính cấp xã, bao gồm 2 thị trấn: Long Điền (huyện lỵ), Long Hải và 13 xã: An Ngãi, An Nhứt, Láng Dài, Lộc An, Long Mỹ, Long Tân, Phước Hải, Phước Hội, Phước Hưng, Phước Long Thọ, Phước Thạnh, Phước Tỉnh, Tam Phước.
Ngày 9 tháng 12 năm 2003, Chính phủ ban hành Nghị định số 152/2003/NĐ-CP về việc:
- Điều chỉnh 207,33 ha diện tích tự nhiên của thị trấn Long Hải về xã Phước Hải quản lý.
- Chia huyện Long Đất thành 2 huyện: Long Điền và Đất Đỏ:
  - Huyện Long Điền có 7.699,36 ha diện tích tự nhiên và 110.485 nhân khẩu với 7 đơn vị hành chính cấp xã trực thuộc, bao gồm 2 thị trấn: Long Điền, Long Hải và 5 xã: An Ngãi, An Nhứt, Phước Hưng, Phước Tỉnh, Tam Phước.
  - Huyện Đất Đỏ có 18.957,63 ha diện tích tự nhiên và 62.830 nhân khẩu với 8 đơn vị hành chính cấp xã trực thuộc, bao gồm 8 xã: Phước Long Thọ, Phước Thạnh, Long Tân, Láng Dài, Lộc An, Phước Hội, Long Mỹ, Phước Hải.

Ngày 24 tháng 10 năm 2024, Ủy ban Thường vụ Quốc hội ban hành Nghị quyết số 1256/NQ-UBTVQH15 về việc sắp xếp đơn vị hành chính cấp huyện, cấp xã của tỉnh Bà Rịa – Vũng Tàu giai đoạn 2023 – 2025 (nghị quyết có hiệu lực từ ngày 1 tháng 1 năm 2025). Theo đó:
- Tái lập huyện Long Đất trên cơ sở toàn bộ 77,67 km² diện tích tự nhiên, quy mô dân số 155.438 người của huyện Long Điền và toàn bộ 189,74 km² diện tích tự nhiên, quy mô dân số 86.063 người của huyện Đất Đỏ.
- Thành lập xã Tam An trên cơ sở 3 xã: An Nhứt, An Ngãi, Tam Phước.
- Sáp nhập xã Lộc An vào xã Phước Hội.
- Sáp nhập xã Long Mỹ vào thị trấn Phước Hải.

Huyện Long Đất có 267,42 km² diện tích tự nhiên và quy mô dân số là 241.501 người với 11 đơn vị hành chính cấp xã, bao gồm 4 thị trấn: Đất Đỏ, Long Điền, Long Hải, Phước Hải và 7 xã: Láng Dài, Long Tân, Phước Hội, Phước Hưng, Phước Long Thọ, Phước Tỉnh, Tam An.

## Dân số
Huyện Long Đất có diện tích 266,57 km², dân số năm 2002 là 173.315 người, mật độ dân số đạt 650 người/km².
Huyện Long Đất có diện tích là 267,42 km², dân số năm 2023 là 241.501 người, mật độ dân số đạt 903 người/km².

## Kinh tế

### Ngư nghiệp
Ngư nghiệp là ngành mũi nhọn chủ lực của huyện với sản lượng đánh bắt trên dưới 60.000 tấn/năm - đứng đầu toàn tỉnh. Cảng cá Phước Tỉnh hiện nay là cảng cá lớn nhất tỉnh luôn tấp nập tàu thuyền ra vào, ngành đánh bắt hải sản cũng kéo theo sự phát triển của các dịch vụ và các ngành nghề khác như: cung ứng xăng dầu, dịch vụ cung cấp nước ngọt, sản xuất nước đá, đóng sửa tàu thuyền, cơ khí sửa chữa, các mặt hàng hải sản đông lạnh như: cá khô, nước mắm..., chế biến thức ăn gia súc.

### Công nghiệp
Địa bàn xã Tam An là nơi đóng của nhà máy xử lý khí Dinh Cố trực thuộc Tập đoàn Dầu khí Việt Nam với nhiệm vụ xử lý khí được dẫn từ giàn khai thác khí Bạch Hổ, Lan Tây và Lan Đỏ bằng hệ thống đường ống dẫn khí Nam Côn Sơn. Hiện nay Nhà máy xử lý khí Dinh Cố sản xuất khoảng 1,5 tỷ m3 khí khô, 130.000 tấn Condensate, 350.000 tấn LPG/năm.

### Dịch vụ, du lịch
Với chiều dài bờ biển của huyện khoảng 33 km có nhiều bãi tắm đẹp, là tiền đề để phát triển ngành du lịch của huyện. Riêng tại Long Hải còn có các khách sạn, biệt thự nghỉ dưỡng cao cấp đạt chuẩn, cơ sở kinh doanh dịch vụ lưu trú đáp ứng nhu cầu vui chơi, nghỉ dưỡng của du khách, hàng năm tiếp đón khoảng 300.000 lượt khách đến đây tắm biển, ngắm cảnh và nghỉ dưỡng, trong đó có khá nhiều khách quốc tế cao cấp. Ngoài cảnh quan, trên địa bàn huyện còn có một số di tích lịch sử văn hóa đã được xếp hạng như: Khu Căn Cứ Minh Đạm, Dinh Cô, Chùa Long Bàn và trong đó hàng năm diễn ra lễ hội Dinh Cô thu hút khoảng hơn 20.000 khách thập phương đến viếng vào các ngày 11-12/02 âm lịch...

### Khu đô thị
- Khu đô thị Gia Long Seaside (đặt tại thị trấn Long Điền).
- Khu đô thị Marine City (đặt tại ấp Phước Thái, xã Phước Tỉnh).

## Giao thông
Các tuyến giao thông chính trên địa bàn huyện Long Đất gồm:
- Quốc lộ 55 nối thành phố Bà Rịa, huyện Long Đất với các tỉnh Bình Thuận, Lâm Đồng.
- Tỉnh lộ 44A (Đường tỉnh 996B) nối thành phố Bà Rịa qua thị trấn Long Hải, thị trấn Phước Hải đến thị trấn Đất Đỏ.
- Tỉnh lộ 44B (Đường tỉnh 996C) nối thị trấn Long Điền đến thị trấn Phước Hải.
- Đường Ven Biển (Đường tỉnh 994) nối thành phố Vũng Tàu qua thị trấn Long Hải, Phước Hải đến Bình Châu (huyện Xuyên Mộc).

## Danh nhân quê Long Đất
- Võ Thị Sáu (Đất Đỏ): Liệt sĩ, Anh hùng Lực lượng vũ trang nhân dân.
- Huỳnh Tịnh Của (Đất Đỏ): Nhà ngôn ngữ, tác giả "Đại Nam Quấc Âm Tự Vị", có công truyền bá chữ Quốc ngữ.
- Kiều Thanh Quế (Long Điền): Nhà nghiên cứu phê bình văn học.[11]
- Nguyễn Trọng Quản (Đất Đỏ): Nhà giáo, nhà văn, tác giả cuốn tiểu thuyết bằng chữ Quốc ngữ đầu tiên "Thầy Lazaro Phiền".
- Phạm Hữu Chí (Long Điền): Bác sĩ nhân ái, thường chữa bệnh cho người nghèo.
- Châu Văn Biếc (Đất Đỏ): Liệt sĩ, Anh hùng Lực lượng vũ trang nhân dân.[12]
- Cao Văn Ngọc (Long Điền): Liệt sĩ, Anh hùng Lực lượng vũ trang nhân dân.[13]